# Halsten Stenkilsson al Suediei
Halsten Stenkilsson (n. 1050 – d. 1081) a fost regele Suediei și fiul regelui Stenkil al Suediei și a unei prințese suedeze. El a devenit rege după moartea tatălui său și este posibil să fi guvernat alături de fratele său Inge cel Bătrân al Suediei.
Nu se cunosc foarte multe despre viața sa. În lucrarea lui Adam de Bremen, el este raportat că ar fi fost ales rege după moartea celor doi pretendenți, însă a fost demis după o scurtă perioadă de timp. El a condus, împreună cu fratele său, Inge și au avut un sprijin printr-o scrisoare papală în 1081, de la Papa Grigore al VII-lea, care se referă la cei doi prinți prin inițialele A și I, și unde sunt numiți regii Västergötland. Cu toate acestea, regele A ar putea fi Håkan cel Roșu. Co-guvernarea sa împreună cu fratele său este menționată și în legenda Hervarar. El este văzut ca un rege politicos și vesel și ori de câte ori îi era prezentat un caz, el judeca corect, fapt pentru care suedezii i-au jelit moartea. El a fost tatăl co-guvernatorilor Philip Halstensson al Suediei și Inge cel Tânăr al Suediei. 